# Clarangela Ghilardi
Pour les articles homonymes, voir Ghilardi.
Alessandra Ghilardi, en religion sœur Clarangela Ghilardi, née le 21 avril 1931 à Trescore Balneario en Italie, morte le 6 mai 1995 à Kikwit au Zaïre, est une religieuse et infirmière italienne, des Sœurs des pauvres de Bergame, missionnaire en RD Congo.
« Martyre de la charité » en contractant la maladie Ebola auprès de ceux qu'elle soignait, elle est reconnue vénérable par le pape François en 2021. Elle est fêtée le 6 mai.

## Biographie
Alessandra Ghilardi naît le 21 avril 1931 à Trescore Balneario en Italie,. Elle est la plus jeunes des quatre enfants de Michele Ghilardi et Angiolina Oldrati, un couple de métayers. Elle effectue ses études primaires puis apprend le métier de couturière.
Adolescente, elle travaille dans une usine de fabrication de boutons. Elle déménage ensuite à Turin et y travaille dans la maison de retraite tenue par les Sœurs des pauvres de Bergame.
Elle y découvre ainsi leur mode de vie au service de plus pauvres, y compris les personnes âgées et malades, et éprouve le besoin de les rejoindre dans cette vie consacrée. Elle entre dans la communauté le 8 septembre 1952. Lors de sa prise d'habit, elle prend le nom de sœur Clarangela. Elle n'est pas affectée à un service particulier mais s'efforce de servir partout où elle le peut.
Lorsque des volontaires sont demandées pour la mission, elle s'exclame qu'elle ira si on lui demande obéissance. Elle effectue sa première profession religieuse le 31 mars 1955 à Bergame. Quelques mois plus tard, elle est envoyée suivre les cours d'infirmière professionnelle ; après son diplôme, elle suit à Anvers une formation sur les maladies tropicales et se spécialise aussi en obstétrique.
Affectée au Congo belge qui devient ensuite le Zaïre (actuellement la République démocratique du Congo), elle y sert à Kikwit où elle prononce ses vœux définitifs en 1961, puis à Tumikia de 1970 à 1983, s'occupant des femmes enceintes et des malades pauvres. Elle sert ensuite au centre hospitalier de Mosango jusqu'en 1993.
Elle retourne à Kikwit en 1993 et y tombe malade. Elle y meurt le 6 mai 1995 de la fièvre Ebola.

## Procédure en béatification
La procédure pour la béatification éventuelle de sœur Clarangela Ghilardi est ouverte le 28 avril 2013 au niveau du diocèse de Kikwit et reçoit la même année l'avis du Saint-Siège indiquant que rien ne s'oppose à cette enquête. Une autre enquête diocésaine, complémentaire, est ouverte dans le diocèse de Bergame. Les enquêtes diocésaines sont closes à Bergame en janvier et à Kikwit en février 2014. Le dossier est transmis à Rome auprès de la Congrégation pour les causes des saints.
La Positio sur les vertus de sœur Clarangela Ghilardi est terminée en mai 2018 et examinée en juin 2020 par la commission théologique.
Le pape François approuve le 20 février 2021 la reconnaissance de l'héroïcité de ses vertus et la reconnaît ainsi vénérable,,. Sa fête est le 6 mai.